# Powiat oświęcimski (Galicja)
Powiat oświęcimski – dawny powiat kraju koronnego Królestwo Galicji i Lodomerii, istniejący w latach 1910–1918.
Powiat utworzono 1 lipca 1910 przez wyłączenie z powiatu bialskiego powiatu sądowego oświęcimskiego oraz wyłączenie powiatu sądowego zatorskiego z powiatu wadowickiego, i połączenie ich w nowy powiat oświęcimski. Powołano go do życia postanowieniem cesarza Franciszka Józefa I z 24 maja 1910, podanym do wiadomości obwieszczeniem Ministra Spraw Wewnętrznych z 31 maja 1910.